# کوپانی‌سانتو
کوپانی‌سانتو (به مجاری:  Koppányszántó) یک شهرداری در مجارستان است که در ناحیه تاماشی واقع شده‌است. کوپانی‌سانتو ۲۲٫۵ کیلومتر مربع مساحت و ۳۰۸ نفر جمعیت دارد.